# Mohammad Karim Pirnia
Mohammad Karim Pirnia in persiano محمد کریم پیرنیا‎ (Yazd, 16 settembre 1920 – Teheran, 31 agosto 1997) è stato uno storico dell'architettura e architetto iraniano.

## Biografia
Nato a Yazd, in Iran, studiò alla ccuola di belle arti dell'Università di Teheran.
Fu uno dei primi storici dell'architettura a sviluppare un linguaggio moderno per descrivere l'architettura tradizionale iraniana. I suoi pensieri più importanti furono in seguito compilati come libri e articoli; tra questi The Principles of Iranian Architecture e The Stylistics of Iranian Architecture sono stati più ampiamente acclamati. Nel primo propone cinque principi e nel secondo definisce sei stili storici (sabk) per l'architettura iraniana.